# Distrito de Chepigana
El distrito de Chepigana es una de las divisiones que conforma la provincia de Darién, situado en la República de Panamá.

## Historia
Fechas importantes: 1960-se declara esta reserva Forestal a través del Decreto Ejecutivo 94 (28/09/60)

## División político-administrativa
Está conformado por diez corregimientos:
- La Palma
- Camoganti
- Chepigana
- Garachiné
- Jaqué
- Puerto Piña
- Sambú
- Setegantí
- Taimatí
- Tucutí